# Alex Loesberg
Alexander Bertram Loesberg (Hengelo, 3 juli 1939) is een Nederlandse golfprofessional en is voormalig golfleraar op de Haagsche Golf.

## Golfer
In 1960 won Loesberg het Golf Jubileum Toernooi. In 1977 won hij de Harlequin Cup.
In 1974 werd hij voorzitter van de NPGA, de voorloper van PGA Holland.

## Boeken
- Alex Loesberg: Golf Leerplan voor de complete golfer
- Alex Loesberg & Joost Hage: Basis Golf, instructie, training en wedstrijd.